# Квашнина (деревня)
Квашнина — деревня в Байкаловском районе Свердловской области. Входит в состав Краснополянского сельского поселения. Управляется Шадринской сельской администрацией.

## География
Населённый пункт расположен на левом берегу реки Шавушка в 26 километрах на северо-запад от села Байкалово — административного центра района.

## Население
| 2002 | 2010 | 2021 |
| ---- | ---- | ---- |
| 58   | ↘43  | ↘26  |

## Инфраструктура
В деревне расположена всего одна улица (Родниковая).

## Достопримечательности
На территории деревни, а точнее в её центре располагается живописный и облагороженный «Квашнинский ключик». Вода этого источника очень популярна не только у местных жителей деревни, а также окрестных деревень, но и не редкими гостями данного «источника жизни» являются и жители города Ирбит, что говорит о высоком качестве воды, её чистоты и вкусовых свойств.

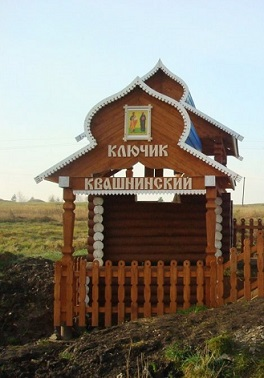